# Харчевін Федір Павлович
Федір Павлович Харчевін (19 лютого 1901—28 травня 1969) — учасник Другої світової війни, начальник інженерних військ 3-й гвардійської танкової армії 1-го Українського фронту, полковник. Герой Радянського Союзу.

## Біографія
Народився 19 лютого 1901 року (за іншими даними в 1900 році) в селі Старе Тоніно в селянській родині.
Закінчив початкове училище. Член ВКП (б) / КПРС з 1919 року. У Червоній Армії з 1919 року.
Учасник Громадянської війни. У 1935 році закінчив Військову інженерну академію.
На фронтах Другої світової війни з липня 1941 року. Брав участь в боях в районі міста Козельська, в Острогожськ-Россошанський, Харківської оборонної та наступальної операції в складі військ Західного і Воронезького фронтів.
До кінця війни полковник Федір Харчевін брав участь також в таких відомих наступальних операціях радянських військ, як: Проскуровско-Чернівецька, Львівсько-Сандомирська, Сандомирско-Силезская, Берлінська і Празька.
Після війни генерал-майор інженерних військ Ф. П. Харчевін був начальником інженерних військ Далекосхідного військового округу.
У 1966 році звільнився в запас, жив в Хабаровську. Потім — в Москві.
Помер 28 травня 1969 року. Похований в Одесі на 2-му Християнському кладовищі.